# Bad Münster am Stein-Ebernburg
Bad Münster am Stein-Ebernburg est une ancienne municipalité allemande située dans le land de Rhénanie-Palatinat et l'Arrondissement de Bad Kreuznach.

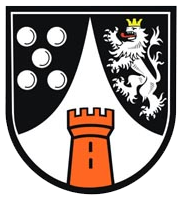
Blason de Bad Münster am Stein-Ebernburg